# Área metropolitana (España)

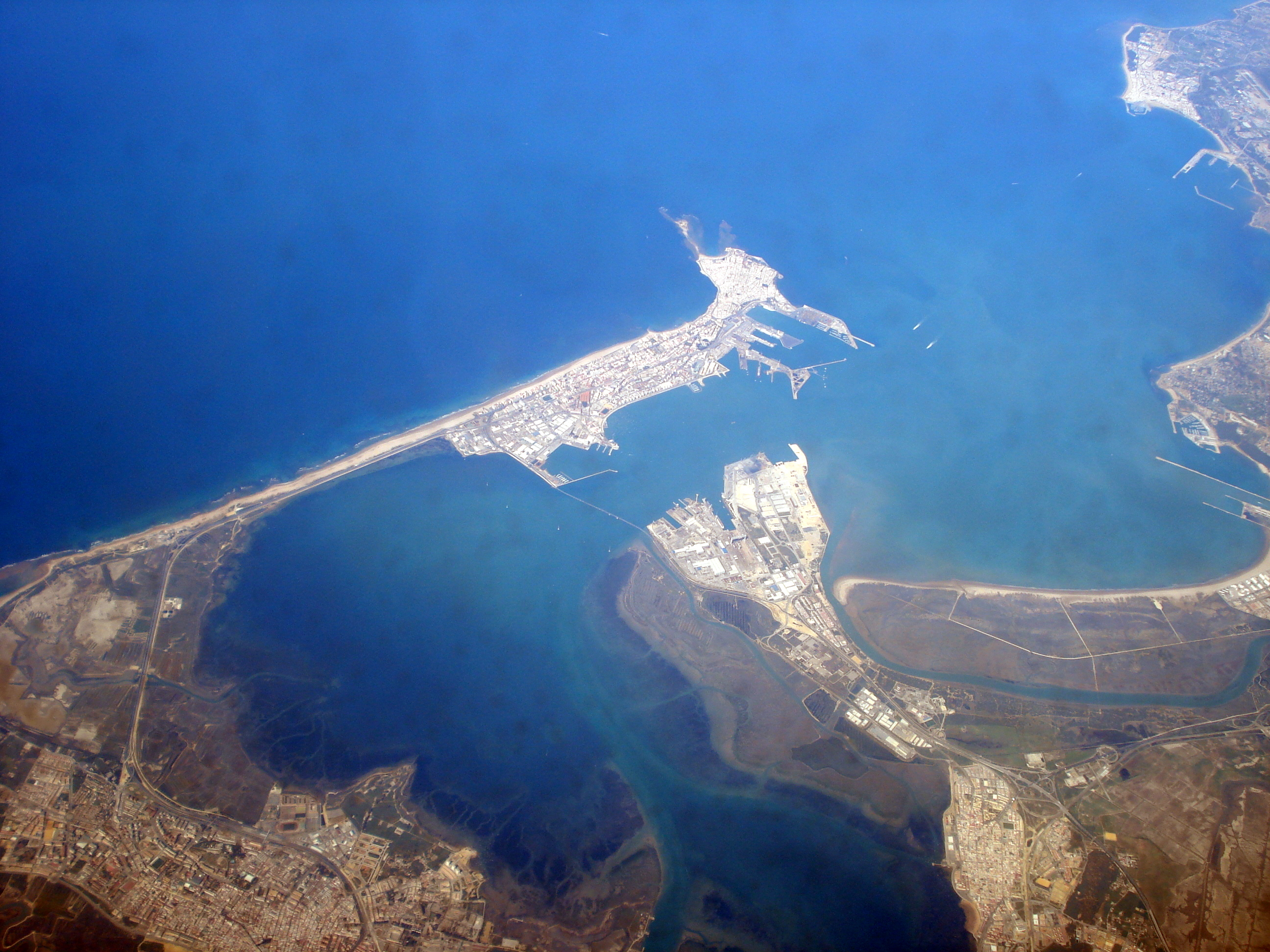
Vista aérea parcial del área metropolitana de la Bahía de Cádiz, con Cádiz y Puerto Real en primer término.

En España, un área metropolitana es una entidad jurídica definida por la legislación. Aplicando este concepto jurídico restringido, solamente hay definidas cuatro áreas metropolitanas que, además solapan sus territorios. Si aplicamos las definiciones usuales de área metropolitana existen en España alrededor de una decena de ellas.

## Concepto legal
En España, un área metropolitana stricto sensu es una entidad jurídica prevista en la Ley Reguladora de las Bases del Régimen Local. Concretamente su artículo 43 dice:

1. Las Comunidades Autónomas, previa audiencia de la Administración del Estado y de los Ayuntamientos y Diputaciones afectados, podrán crear, modificar y suprimir, mediante Ley, áreas metropolitanas, de acuerdo con lo dispuesto en sus respectivos Estatutos.

2. Las áreas metropolitanas son entidades locales integradas por los Municipios de grandes aglomeraciones urbanas entre cuyos núcleos de población existan vinculaciones económicas y sociales que hagan necesaria la planificación conjunta y la coordinación de determinados servicios y obras.

3. La legislación de la Comunidad Autónoma determinará los órganos de gobierno y administración, en los que estarán representados todos los Municipios integrados en el área; el régimen económico y de funcionamiento, que garantizará la participación de todos los Municipios en la toma de decisiones y una justa distribución de las cargas entre ellos; así como los servicios y obras de prestación o realización metropolitana y el procedimiento para su ejecución.

Como puede observarse lo que la ley define son entidades para la gestión «de determinados servicios y obras», por lo que pueden constituirse varias áreas sobre un mismo territorio o sobre territorios que se solapan. En ese sentido se trata más de entidades de gestión que de áreas metropolitanas en el sentido habitual en el que se usa dicha expresión. La constitución de este tipo de áreas metropolitanas ha sido escasa y en el registro del Ministerio de Hacienda y Administraciones Públicas solamente aparecen tres, dos en Valencia y una en Barcelona, las valencianas con la denominación de Entidad Metropolitana mientras la barcelonesa es la única denominada Àrea Metropolitana (Área Metropolitana).
Algunas comunidades autónomas han definido en su legislación conceptos análogos con distintos nombres, para algunos usos. Así, por ejemplo, la Junta de Andalucía ha definido varias aglomeraciones urbanas a efectos de la ordenación del territorio.

## Concepto geográfico
Si obviamos la definición legal y asumimos el concepto geográfico habitual de área metropolitana, existen en España más de una decena de territorios que responden a las definiciones tradicionales de área metropolitana. Al no existir una delimitación oficial unívoca de estas áreas los diferentes estudios no se ponen de acuerdo en el número y extensión de dichas áreas.  